# Inti-Illimani
Inti-Illimani är en chilensk musikgrupp grundad 1967 och tillsammans med Quilapayún en av Nueva Canción-rörelsens mest kända grupper. Namnet betyder "Illimanis sol" på aymara, Illimani som är ett berg i Bolivia.

## Historia
Vid sidan av Quilapayún och Víctor Jara var Inti-Illimani en av de mest betydelsefulla krafterna inom den chilenska Nueva Canción-rörelsen. Sedan gruppen skapades har de bandat och publicerat över 40 plattor och gjort talrika turnéer. 
När Salvador Allende blev president 1970, spelade de in hans valprogram på en skiva, Canto al programa. På denna skiva finns också deras kanske mest kända sång, Venceremos. När Augusto Pinochet gjorde statskuppen 1973, var Inti-Illimani på en av sina internationella turnéer och blev tvungna att stanna utomlands. Under de följande femton åren bodde de i Italien, eftersom de inte fick återvända till hemlandet på grund av diktaturen. Även i exil fortsatte de med sin karriär, och bland annat spelade de in en skiva med Violeta Parras sånger på svenska med  den sverigefinska sångerskan Arja Saijonmaa, Jag vill tacka livet (Gracias a la vida). 
Gruppen återvände till Chile 1988 där de var mycket aktiva i "Nej-kampanjen" mot Pinochets diktatur. När demokratin återinfördes i Chile, deltog Inti-Illimani med världsartister som Sting och Peter Gabriel bland andra, i Amnesty International-konserter och turnerar i flera länder för De mänskliga rättigheterna.
Mest ihågkommen är konserten på Estadio Nacional i Santiago de Chile.

## Diskografi
- Si Somos Americanos - 1969
- Voz para el camino - 1969
- Por la CUT - 1969
- A la Revolución Mexicana - 1969
- Inti-Illimani - 1969
- Inti-Illimani - 1970
- Canto al Programa - 1970
- Charagua/El Aparecido - 1971
- Autores Chilenos - 1971
- Nuestro Mexico, Febrero 23/Dolencias - 1972
- Canto para una Semilla - 1972
- Quebrada de Humahuaca/Taita Salasaca - 1972
- Canto de Pueblos Andinos, Vol. 1 - 1973
- Viva Chile! - 1973
- La Nueva Canción Chilena (Inti-Illimani 2) - 1974
- Canto de Pueblos Andinos (Inti-Illimani 3) - 1975
- Hacia La Libertad (Inti-Illimani 4) - 1975
- Canto de Pueblos Andinos, Vol. 2 (Inti-Illimani 5) - 1976
- Chile Resistencia (Inti-Illimani 6) - 1977
- Canto per una Seme - 1978
- Canto para una Semilla - 1978
- Canción para Matar una Culebra - 1979
- Jag Vill Tacka Livet (Gracias a la Vida) - 1980 (med Arja Saijonmaa)
- En Directo - 1980
- Palimpsesto - 1981
- The Flight of the Condor - 1982
- Con la Razón y la Fuerza - 1982 (med Patricio Manns)
- Imaginación - 1984
- Sing to me the Dream - 1984 (med Holly Near)
- Return of the Condor - 1984
- La Muerte no Va Conmigo - 1985 (med Patricio Manns)
- De Canto y Baile - 1986
- Fragmentos de un Sueño - 1987 (med John Williams och Paco Peña)
- Leyenda - 1990 (med John Williams och Paco Peña)
- Andadas - 1992
- Arriesgare la Piel - 1996
- Grandes Éxitos - 1997
- Lejanía - 1998
- Amar de Nuevo - 1999
- Sinfónico - 1999
- La Rosa de los Vientos - 1999
- Inti-illimani Interpreta a Victor Jara - 2000
- Antología en Vivo - 2000
- Lugares Comunes - 2002
- Viva Italia - 2002
- Pequeño Mundo - 2006 (Inti-Illimani)
- Antología en vivo - 2006 (Inti-Illimani Histórico)
- Esencial - 2006 (Inti-Illimani Histórico)